# Sérézin-du-Rhône
Sérézin-du-Rhône é uma comuna francesa na região administrativa de Auvérnia-Ródano-Alpes, no departamento de Ródano. Estende-se por uma área de 3,97 km². Em 2010 a comuna tinha 2 739 habitantes (densidade: 689,9 hab./km²).